# Szöllősi György
Szöllősi György (Budapest, 1977. augusztus 5.–)  magyar sportújságíró, szakíró.

## Élete
A Budapesti Piarista Gimnáziumba járt, majd a Belvárosi Tanoda Alapítvány iskolájában érettségizett 1995-ben. 2005-ben a Szegedi Tudományegyetem kommunikáció szakán diplomázott. Már 1994-ben, a piarista gimnázium diáklapjába írt sporthíreket, 1995–98 között pedig a Nemzeti Sport külsős munkatársa lett. 1996–98 között a Budapesti Foci hetilap tudósítója, majd rovatvezetője, a Sípszó című szaklap, 1998–2002 között pedig a Nemzeti Sport labdarúgás rovatának újságírója volt. 1997-től az Új Ember katolikus hetilap külsős szerzője.
2000-től a Magyar Labdarúgó-szövetség sajtómunkatársa, 2002–2003 között a sajtóosztály vezetője és a magyar labdarúgó-válogatott sajtófőnöke volt. 2005–2006-ban a Ringier Kiadó Kft. e-média sportmenedzsere (a Nemzeti Sport ebben az időben a Ringier kiadásában jelent meg), 2006–2007-ben ismét a Nemzeti Sportnál dolgozott, a labdarúgás rovat vezetőhelyettese volt. 2006-tól 2014-ig a Puskás Ferenc Labdarúgó Akadémia kommunikációs igazgatójaként dolgozott. 2014-ben nevezték ki az alakulófélben lévő Puskás Intézet igazgatójává.
2007 óta a Magyar Sportújságírók Szövetsége elnökségi tagja, 2015. április 30. óta elnöke. Vitatott álláspontja volt, mikor egyetértését fejezte ki azzal kapcsolatban, hogy sporteseményről tudósító újságírókat kivezettek a rangadóról.
2016. november 21-én nevezték ki a Nemzeti Sport főszerkesztőjévé.
2019 januárjában a Nemzetközi Sportújságíró-szövetség az európai tagszövetség alelnökének választották.

## Művei
- Czibor. Dribli az égig; Print City, Sárbogárd, 1997
- Puskás – Ringier Budapest, 2005
- Puskás Ferenc. A legismertebb magyar. Fényképes életrajz minden idők talán legjobb futballistájáról; Rézbong, Göd, 2015
- Puskás Ferenc, the most famous Hungarian – Rézbong Kiadó, Aeramentum Kft., 2015
- Az Aranycsapat Kincseskönyve – TWISTER MÉDIA KFT., 2015 (Bodnár Zalánnal és Szepesi Györggyel)

## Díjai
- Ezüst Toll-díj (sport) (2001)[8]
- MOB-médiadíj – oklevél (2007)[9]
- MSÚSZ-nívódíj Mravik Gusztávval közösen (2014)[10]
- Budapestért díj (2019)[11]